# Flat Display Mounting Interface
Flat Display Mounting Interface (сокращенно FDMI) — это семейство стандартов консорциума VESA, определяющих физические интерфейсы установки мониторов, телевизоров, и других дисплеев с плоским экраном на стойки и настенные крепления. Стандарты FDMI реализованы в большинстве современных телевизоров и мониторов.
Первый стандарт был представлен в 1997 году и сначала назывался Flat Panel Monitor Physical Mounting Interface (FPMPMI).

## Классификация
Первое VESA-крепление (MIS-D) включало в себя четыре болта, расположенных в форме квадрата со стороной 100 мм. Эта конфигурация до сих пор остаётся наиболее популярной в компьютерных дисплеях. Расположение 75 мм × 75 мм предназначено для дисплеев небольших размеров.
Отверстия для болтов стандарта MIS-D имеют резьбу M4 и обычно 10 мм глубиной. Подходящие болты обычно поставляются с креплением, а не с дисплеем, но также легко доступны в продаже.
В 2006 году FDMI был расширен дополнительными схемами расположения болтов, более подходящими для больших дисплеев.
| MIS-D 75  | 75 мм × 75 мм                                                                                   | M4     |
| MIS-D 100 | 100 мм × 100 мм                                                                                 | M4     |
| MIS-E     | 200 мм × 100 мм                                                                                 | M4     |
| MIS-F     | 200 мм × 200 мм 400 мм × 400 мм 600 мм × 200 мм 600 мм × 400 мм 800 мм × 400 мм 280 мм × 150 мм | M6, M8 |

Полная идентификация определённого варианта FDMI выглядит примерно как
VESA MIS-D, 100, C
VESA MIS-F, 200, 200, 6
где
- буква, расположенная после MIS-, определяет используемую часть стандарта, например
  - части B, C, D, E предназначены для дисплеев с плоским экраном диагональю 10—78 см
  - часть F — для дисплеев с плоским экраном диагональю 79—230 см
- для части D число служит отличительным признаком вариантов с расстоянием между отверстиями 75 мм и 100 мм (75 или 100 соответственно),
- для части F пара чисел обозначает максимальную высоту и ширину схемы расположения отверстий,
- для частей B-E последняя буква обозначает расположение крепления по центру (C), сверху (T), снизу (B), слева (L), справа (R), сверху и снизу (T/B) или слева и справа (L/R) на дисплее,
- для части F последняя цифра отличает крепёжные отверстия стандарта M6 глубиной 10 мм (6) и стандарта M8 глубиной 15 мм (8).

## Совместимость
Кроме схем расположения крепёжных отверстий, стандарт также определяет положения кабельных разъёмов. Производители FDMI-совместимых устройств могут лицензировать размещение на корпусе устройства шестиугольного логотипа «совместимо с креплениями VESA».